# Mal Sondock

Mal Sondock in der Musiksendung Hits à Gogo, die er von 1967 bis 1968 moderierte

Malcolm Ronald „Mal“ Sondock (* 4. Juli 1934 in Houston, Texas; † 9. Juni 2009 in Köln) war ein amerikanischer Diskjockey, Hörfunkmoderator, Musikproduzent und Sänger, der viele Jahre im WDR stilbildend für Musikmoderation war.

## Leben und Karriere
Sondock wurde 1934 in Houston geboren und wuchs dort als Sohn eines Zahnarztes zusammen mit einer Schwester auf, die später in Florida lebte. Mit 17 Jahren arbeitete er in Oklahoma City als Discjockey und als College-Student für mehrere kleine Radiosender und eine Schallplattenfirma.
Nach dem Einzug in die Armee 1957 kam er zu AFN, wo er als GI in Frankfurt am Main, Bremerhaven und München seinen Dienst versah. Er besserte auch dort seinen Sold mit einem Job als DJ auf, indem er Tanzveranstaltungen organisierte, in denen nicht, wie sonst in Deutschland üblich, eine Tanzkapelle spielte, sondern Schallplatten aufgelegt wurden. Deshalb gilt er als einer der Erfinder der ersten Diskotheken in Deutschland.
Danach bewarb sich Sondock bei ARD-Anstalten als DJ und kam zum WDR, wo er als Urlaubsvertretung für Chris Howland eingesetzt wurde. Er moderierte ab 1961 die Montagnachmittagsmelodie, dann ab 1966 die Sendung Diskothekenbummel, aus der sich ab 1967 die Diskothek im WDR entwickelte. Ab etwa 1966 wurde Mal Sondocks Markenzeichen, sein Publikum als „Ihr alter Jockdiskey Em-A-El“ zu begrüßen.
Die Diskothek im WDR bei WDR 2, ab 1974 integriert in die neueingerichtete Jugendschiene Radiothek, wurde bis in die 1980er zur populärsten Musiksendung des WDR für junge Leute. Sie wurde vor jugendlichem Publikum live gesendet oder aufgezeichnet. Eine aus dem Publikum rekrutierte fünfköpfige Jury tippte, ob in der Sendung vorgestellte Neuerscheinungen der Pop- und Rockmusik „Hit oder Niete“ werden würden. Die Hörer der Sendung wählten außerdem per Postkarte ihre beliebtesten Titel, die aufsteigend bis zum ersten Platz gespielt wurden. Die Sendung wurde Anfang 1981 durch die kürzere Studiosendung Mal Sondocks Hitparade ersetzt, in der die Hörer per Telefon auf „Hit oder Niete“ tippen konnten. Ende 1984 wurde auch diese Sendung abgesetzt, was offiziell mit zu niedrigen Einschaltquoten begründet wurde. Die Stichhaltigkeit dieser Begründung wurde später immer wieder angezweifelt.
Seit den 1970er Jahren war Sondock auch beim NDR, SDR und Radio Bremen zu hören, später auch beim deutschsprachigen Belgischen Rundfunk (BRF). Außerdem arbeitete er als Musikproduzent (er entdeckte Michael Holm und produzierte dessen erste Singles) und besang in den 1960er Jahren selbst einige deutschsprachige Schlagerplatten. 1966 moderierte er die ersten sechs Folgen der Sendung Beat, Beat, Beat des Hessischen Rundfunks. Neben seiner Tätigkeit beim Hörfunk trat er 1961 im Film Stadt ohne Mitleid in einer kleinen Nebenrolle auf. Weiterhin war er als Promotion-Mann für Roulette Records von Morris Levy tätig, dem in New York City auch der Jazzclub Birdland gehörte.
Unterstützt von einigen Kreditinstituten, für die er die ersten labelübergreifenden Hitsampler in Deutschland produziert hatte, trat Sondock während der 1970er und 1980er Jahre in vielen deutschen Städten mit einer mobilen Disco-Veranstaltung auf. 1974 präsentierte exklusiv für die Sparkasse den Sampler Rock Oldies, auf dem 24 Weltstars Rockklassiker wie In the Year 2525 oder Black Night interpretieren. Später produzierte und moderierte er Musikveranstaltungen für verschiedene Fluglinien und die Deutsche Bahn.
Anfang der 1980er Jahre eröffnete er in Düsseldorf das Steakhaus Buffalo Mal, das er wegen ausbleibendem wirtschaftlichen Erfolg schließen musste. In seinen letzten Jahren war er als Unternehmer in der Marketing- und Multimedia-Branche tätig. Im Juni 2009 starb Mal Sondock nach kurzer schwerer Krankheit im Alter von 74 Jahren in einem Kölner Krankenhaus. Er hinterließ seine Frau sowie einen Sohn und eine Tochter. Er wurde auf dem Palm Cemetery (Grabstelle: 114A-A-NW) in Winter Park, Florida, beigesetzt.

## Radiosendungen (Auswahl)
- 1961–1966 Montagnachmittagsmelodie
- 1966–1967 Diskothekenbummel
- 1967–1980 Diskothek im WDR
- 1981–1984 Mal Sondocks Hitparade
- 1987–1987 Hit oder Niete (Belgischer Rundfunk)

## Film und Fernsehen

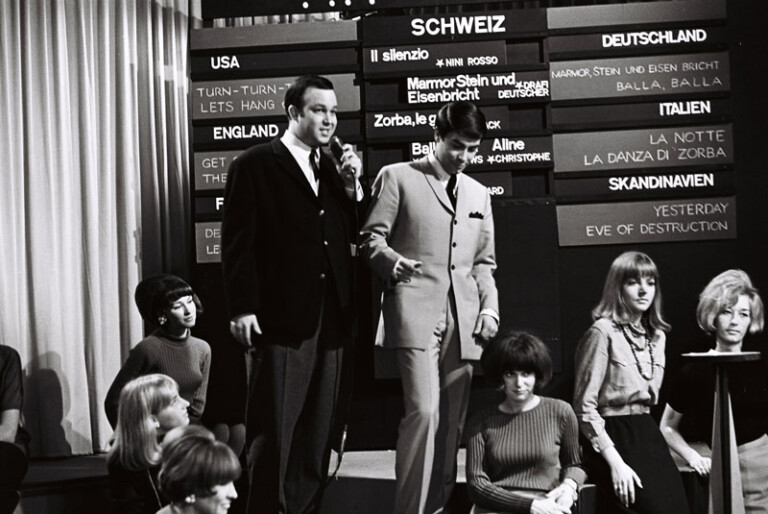
Am 6. Dezember 1965 wurde die Premiere der ersten Episode von Hits à Gogo ausgestrahlt. Auf dem Bild sind Mal Sondock und Roy Black zu sehen, fotografiert von Eric Bachmann.

- Am 6. Dezember 1965 wurde die Premiere der ersten Episode von Hits à Gogo ausgestrahlt. Auf dem Bild sind Mal Sondock und Roy Black zu sehen, fotografiert von Eric Bachmann.1961: Stadt ohne Mitleid (A Town Without Pity) (Kinofilm)
- 1961: Toller Hecht auf krummer Tour (Kinofilm)
- 1964: Die lustigen Weiber von Tirol (Kinofilm)
- 1966: Beat, Beat, Beat (Musiksendung)
- 1967–68: Hits à Gogo (Musiksendung)

## Alben
- 1965 war er auf der Fritz Graßhoff/Lotar Olias LP Songs für Mündige neben Edith Hancke, Ernst Stankovski, Gustav Knuth, Inge Meysel, Hanne Wieder, Lale Andersen und anderen mit Urwald-Ringelpietz und Die echten alten Trapper vertreten. Die Lieder wurden vom Orchester Hans Last begleitet.
- 1965 sang er gemeinsam mit Lale Andersen auf ihrer LP Zwölf Länder – Zwölf Lieder das Stück für England In an English Country Garden.
- 1974: Sparkassen-Hits (als Promoter)
- 1999: Mal Sondock’s Hitparade 70er Jahre Radio Kult (3-CD-Box-Set inkl. Nonstop-Radio-Show-Mix), Disky Musik, NL
- 1999: Mal Sondock’s Hitparade 80er Jahre Radio Kult (3-CD-Box-Set inkl. Nonstop-Radio-Show-Mix), Disky Musik, NL
- 2007 erschien bei Bear Family Records unter dem Titel Liebe auf den ersten Blick eine CD mit 24 Titeln (seinen Singles) und einem Booklet
- 2009: Diskothek mit Mal Sondock – Die Hits der 70er (3-CD-Box-Set), Sony Music
- 2009: Mal Sondock’s Hitparade – Die Hits der 80er (3-CD-Box-Set), Sony Music
- 2010: 75 Super Oldies – präsentiert von Mal Sondock (5-CD-Box-Set), Sony Music

## Singles
- 1960: Weil ich immer noch der Alte bin / Gestern Nacht im Mondschein
- 1960: Ich hab’ kein Geld / Das find’ ich nicht schön von dir
- 1961: My Heidelberg-Baby / Pepe
- 1962: Hey, Annabella Susann / Papa O Papa
- 1962: Traum / Ja, sie ist ein heißes Eisen
- 1963: Jenny laß mich geh’n / Liebe auf den ersten Blick
- 1964: Das Mädchen mit dem traurigen Blick / Texas Cowboy und Mexico Girl
- 1965: Ich mach’ mir Sorgen um dich / Hey, Hello Baby
- 1965: Laß die Sonne nicht seh’n, daß Du weinst / Ein Haus ohne Fenster
- 1966: Schloß und Riegel / Sie ist fremd hier
- 1966: Juanita Banana / Ich seh’ dich immer vor mir bzw. Ich seh’ immer nur dich

Continental Brothers (Mal Sondock & Drafi Deutscher)
- 1965: Hab ich dein Herz verloren / Only lonely me

J & M  (Johnny Tame & Mal Sondock)
- 1970: Ich sing für dich (I play & sing) / Alle reden von Liebe

Orchester Charles Nowa
- 1960: Rotterdam-Polka / Gemütlichkeit-Cha-Cha (Vocals B-Seite: Mal Sondock)